# Siniša Ergotić
Siniša Ergotić (Croacia, 14 de septiembre de 1968) es un atleta croata retirado especializado en la prueba de salto de longitud, en la que ha conseguido ser subcampeón europeo en 2002.

## Carrera deportiva
En el Campeonato Europeo de Atletismo de 2002 ganó la medalla de plata en el salto de longitud, con un salto de 8.00 metros, siendo superado por el ucraniano Olexiy Lukashevych (oro con 8.08 m) y por delante del español Yago Lamela (bronce con 7.99 metros).